# Cap Aurora (sit SCI)
Cap Aurora este o arie protejată (sit de importanță comunitară — SCI) din România, desemnată în scopul protejării biodiversității și menținerii într-o stare de conservare favorabilă a florei spontane și faunei sălbatice, precum și a habitatelor naturale de interes comunitar aflate în arealul zonei de protecție. Aceasta se întinde pe o suprafață de 13.592,2 ha, integral în mare.

## Localizare
Situl Cap Aurora se întinde pe teritoriul administrativ al municipiului Mangalia din județul Constanța. Centrul acestuia este situat la coordonatele 43°51′49″N 28°42′37″E / 43.863744°N 28.710383°E, în largul Mării Negre.

## Înființare
Situl Cap Aurora (ROSCI0281) a fost declarat sit de importanță comunitară în decembrie 2007 pentru a proteja 4 specii de animale.

## Biodiversitate
Situată în ecoregiunea marină a Mării Negre, aria protejată conține 4 habitate naturale: Lagune și golfuri cu bancuri de nisip neacoperite de apă, Recifi, Structuri submarine provocate de scurgeri de gaze și Peșteri marine complet sau parțial submerse.
La baza desemnării sitului se află patru specii din fauna sălbatică a României, specii ocrotite la nivel european prin Directiva C.E. 92/43/CE (anexa I-a) din 21 mai 1992 (privind conservarea habitatelor naturale și a speciilor de faună și floră sălbatică) și aflate pe lista roșie a IUCN; astfel: 
- mamifere (2): delfin mare (Tursiops truncatus), porcul-de-mare[8] (Phocoena phocoena)[9]
- pești (2): scrumbia de Dunăre (Alosa immaculata)[10], rizeafca (Alosa tanaica)[11]